# Даутли (Саръшабанско)
Вижте пояснителната страница за други значения на Даутли.
Даутли, Даутли махале или Даутлу (на гръцки: Δαουτλή Μαχαλέ) е бивше село в Гърция, разположено на територията на дем Места (Нестос), административна област Източна Македония и Тракия.

## География
Даутли е било разположено в Урвил на 2 km северно от Дисвато (Недерли).

## История
В XIX век е турско село в Саръшабанска каза на Османската империя. Селото се разпада по време на Балканските войни (1912 – 1913).